# Egharghar
Egharghar este o comună din departamentul Tintane, Regiunea Hodh El Gharbi, Mauritania, cu o populație de 8.820 locuitori.